# البطولة الوطنية المجرية 1920–21
البطولة الوطنية المجرية 1920–21 (بالمجرية: 1920–1921-es magyar labdarúgó-bajnokság)‏ هو الموسم 18، و28 من  البطولة الوطنية المجرية. أشرف على تنظيمه اتحاد المجر لكرة القدم، وكان عدد الأندية المشاركة فيه  13، وفاز فيه نادي بودابست.